# Waterpolo op de Olympische Zomerspelen 2008 (kwalificatie)
Deze pagina beschrijft de kwalificatie voor het waterpolotoernooi op de Olympische Zomerspelen 2008.

## Onderdelen
De volgende onderdelen vinden plaats:
- Waterpolo mannen (12 teams)
- Waterpolo vrouwen (8 teams)

## Kwalificatie
Gastland China is geplaatst bij de mannen en de vrouwen. De overige teams plaatsen zich via diverse kampioenschappen en kwalificatietoernooien.

## Mannen
| Waterpolo mannen               | Datum                       | Gastland       | Plaatsen | Gekwalificeerd                      |
| ------------------------------ | --------------------------- | -------------- | -------- | ----------------------------------- |
| Gastland                       | -                           | -              | 1        | China                               |
| Europees kwalificatietoernooi  | 2-9 september 2007          | Bratislava     | 1        | Montenegro                          |
| All-African Games 2007         | 5-20 juli 2007              | Algiers        | 0        | niet gehouden                       |
| Pan-Amerikaanse Spelen 2007    | 13-29 juli 2007             | Rio de Janeiro | 1        | Verenigde Staten                    |
| Oceanisch kampioenschap        | 30 november-2 december 2007 | Auckland       | 1        | Australië                           |
| World-League 2007              | 3 juli-12 augustus 2007     | Berlijn        | 1        | Servië                              |
| WK Zwemmen 2007                | 17 maart - 1 april 2007     | Melbourne      | 3        | Kroatië Hongarije Spanje            |
| Olympisch kwalificatietoernooi | 2-9 maart 2008              | Oradea         | 4        | Duitsland Griekenland Italië Canada |
| TOTAAL                         |                             |                | 12       |                                     |

## Vrouwen
| Waterpolo vrouwen              | Datum               | Gastland       | Plaatsen | Gekwalificeerd                       |
| ------------------------------ | ------------------- | -------------- | -------- | ------------------------------------ |
| Gastland                       | -                   | -              | 1        | China                                |
| Europees kwalificatietoernooi  | 19-26 augustus 2007 | Kirisji        | 1        | Nederland                            |
| Pan-Amerikaanse Spelen 2007    | 13-29 juli 2007     | Rio de Janeiro | 1        | Verenigde Staten                     |
| Oceanisch kampioenschap        | 17-19 december 2007 | Brisbane       | 1        | Australië                            |
| Olympisch kwalificatietoernooi | 17-24 februari 2008 | Imperia        | 4        | Hongarije Griekenland Italië Rusland |
| TOTAAL                         |                     |                | 8        |                                      |

Atletiek · 
Badminton · 
Basketbal · 
Boksen · 
Boogschieten · 
Gewichtheffen ·
Gymnastiek · 
Handbal · 
Hockey · 
Honkbal · 
Judo · 
Kanovaren · 
Moderne vijfkamp · 
Paardensport · 
Roeien ·
Schermen · 
Schietsport ·
Schoonspringen ·
Softbal ·
Synchroonzwemmen ·
Taekwondo ·
Tafeltennis ·
Tennis ·
Triatlon ·
Voetbal · 
Volleybal ·
Waterpolo ·
Wielersport · 
Worstelen ·
Zeilen ·
Zwemmen